# Paso del Rey
Paso del Rey è una città dell'Argentina, appartenente alla provincia di Buenos Aires, nel dipartimento di Moreno, 35,5 km a ovest della capitale. Fa parte del secondo cordone urbano della Grande Buenos Aires. Conta 41 715 abitanti.

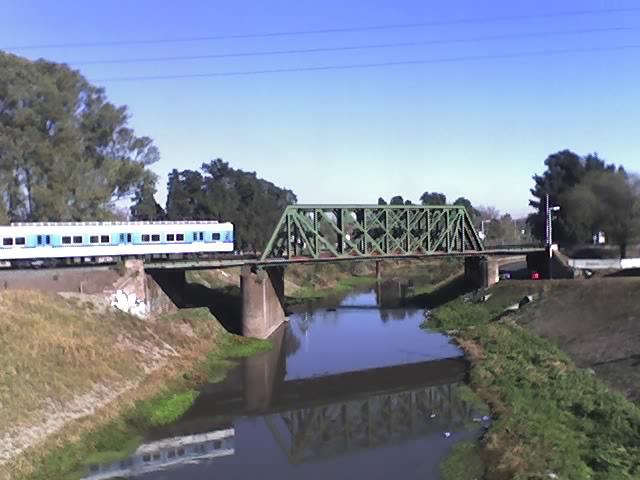
Ponte ferroviario sul fiume Reconquista.

Il villaggio di Paso del Rey fu dichiarato "città" con la legge provinciale 11979 del 2 luglio 1996.
Deve il suo nome a una hazienda agricola (o estancia) chiamata Estancia Paso del Rey.
La città confina con le città di Merlo, Moreno, il fiume Reconquista e la località di Tujui.
La stazione ferroviaria di Paso del Rey fu costruita nel 1938 grazie agli sforzi del imprenditore italiano Tercilio Zoccola, natto in Lessona, Piemonte.

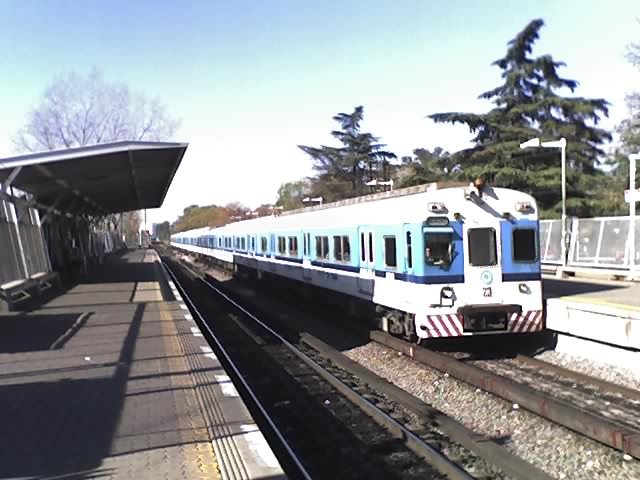
Stazione ferroviaria Paso del Rey.